# Dick Esser
Rius Theo „Dick” Esser (ur. 9 lipca 1918 w Makasarze; zm. 8 marca 1979 w Lejda) — były holenderski hokeista na trawie.
Pierwszymi igrzyskami dla Essera były w 1948 w Londynie.  Podczas tych igrzysk sportowiec wraz z holenderską reprezentacją, po 6. meczach zdobyli brązowy medal w hokeju na trawie.
Hokeista po raz kolejny wystąpił wraz z reprezentacją Holandii na igrzyskach w 1952 w Helsinkach. Esser wystąpił we wszystkich trzech meczach. W ciągu tych igrzysk udało się mu i jego reprezentacji osiągnąć 2. miejsce i srebrny medal w hokeju na trawie. Były to jego ostatnie igrzyska olimpijskie.